# Стара река (приток на Янтра)
Вижте пояснителната страница за други значения на Стара река.
Стара река (Лефеджи, Лефеджа) е река в Северна България, област Сливен – община Сливен, област Търговище – община Антоново и област Велико Търново – общини Елена, Златарица и Стражица, десен приток на река Янтра. Дължината ѝ е 92 km, която ѝ отрежда 31-во място сред реките на България.

## Географска характеристика

### Извор, течение, устие
Стара река се образува от сливането на Голяма река (лява съставяща) и Малка река (дясна съставяща) южно от село Стара река. За начало се приема Голяма река, която извира североизточно от местността „Агликина поляна“, западно от прохода Вратник, в Елено-Твърдишка планина, на 964 m н.в.
До сливането си с Малка река тече в дълбока залесена долина, след което до село Майско протича в широка долина. Между селата Майско и Кесарево, на протежение повече от 60 km долината ѝ е дълбока, на места каньоновидна и в този си участък разделя Еленските височини на запад от Лиса планина на изток. След село Кесарево навлиза в Дунавската равнина, долината ѝ става много широка и започва да меандрира. Тук отдясно и отляво приема най-големите си притоци Голяма река (Биюкдере) и Веселина (Джулюница) и започва да се нарича Лефеджа (Лефеджи).
Влива се отдясно в река Янтра, на 56 m н.в., на 700 m югозападно от село Горски Долен Тръмбеш, община Горна Оряховица.

### Водосборен басейн, притоци
Площта на водосборния басейн на Стара река е доста голям за мащабите на България – 2458 km2, което представлява 31,3% от водосборния басейн на река Янтра. Границите на басейна ѝ са следните:
- на север – с водосборния басейн на река Русенски Лом;
- на изток – с водосборния басейн на река Камчия;
- на юг – с водосборния басейн на река Тунджа;
- на запад – с водосборния басейн на река Белица, от басейна на Янтра;
- на северозапад – с водосборните басейни на малки реки, вливащи се директно в река Янтра;

Притоци – → ляв приток, ← десен приток
- ← Малка река
- → Ортадере
- → Кечидере
- → Тинева река
- → Малката река
- ← Карадере (Горно Карадере)
- ← Армутлукдере
- ← Малката река
- ← Алмалъкдере
- ← Саклардере
- ← Карадере (Долно Карадере) 27 / 124
- ← Голяма река (Биюкдере) 75 / 864

- → Казълдере (Горно Казълдере) 22 / 63 (влива се в язовир „Ястребино“)

- → Веселина (Джулюница) 70 / 882

- ← Златаришка река 57 / 187

- ← Костелска река (Марянска река) 20 / 92

- ← Бебровска река (Каменица) 35 / 187

### Хидроложки показатели
Средногодишният отток на реката при село Сливовица е 4,6 m3/s, а при село Бряговица, след приемането на водите на двата си най-големи притока Голяма река (Биюкдере) и Веселина (Джулюница) става вече 15,8 m3/s, като максимумът е от април до юни, а минимумът – август-октомври.

## Селища
По течението на реката са разположени 8 села:
- Област Сливен

- Община Сливен – Стара река;

- Област Велико Търново

- Община Елена – Майско;

- Област Търговище

- Община Антоново – Стеврек, Стара речка;

- Област Велико Търново

- Община Златарица – Чешма, Сливовица;
- Община Стражица – Кесарево, Бряговица.

## Стопанско значение, забележителности
По долината на реката преминават два пътя от Държавната пътна мрежа:
- 6,4 km (в района на село Кесарево) от първокласен път № 4 Ябланица – Велико Търново – Варна;
- 18,4 km (от прохода Вратник до село Майско) от второкласен път № 53 Поликраище – Сливен – Ямбол – Средец.

На около 4 km надолу по реката след село Стеврек, на 43°00′15″ с. ш. 26°07′35″ и. д. / 43.004167° с. ш. 26.126389° и. д. се намира запазен османски мост, в много добро състояние.
Поради малкото населени места по течението на реката и липсата на промишлени предприятия в района водите на реката са чисти, а интересните скални образувания по бреговете ѝ предлагат чудесни условия за отдих и туризъм. В най-долното си течение, в Дунавската равнина водите на Стара река се използват за напояване.

## Топографска карта
- Лист от карта K-35-41. Мащаб: 1 : 100 000.
- Лист от карта K-35-29. Мащаб: 1 : 100 000.
- Лист от карта K-35-28. Мащаб: 1 : 100 000.